# Olov Johansson
För den centerpartistiske politikern, se Olof Johansson.
För andra betydelser, se Olov Johansson (olika betydelser).
Olov Gösta Johansson, född 26 januari 1966 i Nora församling, Västmanlands län, är en svensk folkmusiker, riksspelman och även världens första världsmästare på nyckelharpa. År 2013 tilldelades han även Zornmärket i guld.
Han spelar nyckelharpa och kontrabasharpa och är medlem i gruppen Väsen tillsammans med Roger Tallroth och Mikael Marin. Han är även medlem i Nyckelharporkestern.

## Diskografi (i urval)

### Under eget namn
- 1994 – Nordman (med Nordman)
- 1995 – Myskolyrisk vals (med Trio Con X)
- 1995 – Ingenmansland (med Nordman)
- 1998 – Storsvarten
- 1998 – Örsprång (med Curt Tallroth)
- 2006 – Like Cotton (med Anders Bromander Ensemble)
- 2007 – I lust och glöd
- 2009 – Foogy (med Catriona McKay)
- 2013 – The Auld Harp (med Catriona McKay)
- 2017 - Maskin (med Erika Lindgren Liljenstolpe och Robert Larsson

### Väsen
- 1990 – Väsen
- 1992 – Vilda Väsen
- 1993 – Essence
- 1996 – Levande Väsen
- 1997 – Världens Väsen
- 1997 – Spirit
- 1999 – Gront
- 2001 – Live at the Nordic Roots Festival
- 2003 – Trio
- 2004 – Keyed Up
- 2005 – Live in Japan
- 2007 – Linnaeus Väsen
- 2007 – Mike Marshall & Darol Anger with Väsen
- 2009 – Väsen Street
- 2013 – Mindset
- 2022 - Melliken

### Nyckelharporkestern
- 1995 – Till Eric
- 2000 – Byss-Calle
- 2003 – N.H.O.